# Šaplava
Šaplava (německy Schaplawa) je obec v okrese Hradec Králové v Královéhradeckém kraji. Leží zhruba devět kilometrů severovýchodně od Nového Bydžova. V obci žije 110 obyvatel.

## Historie

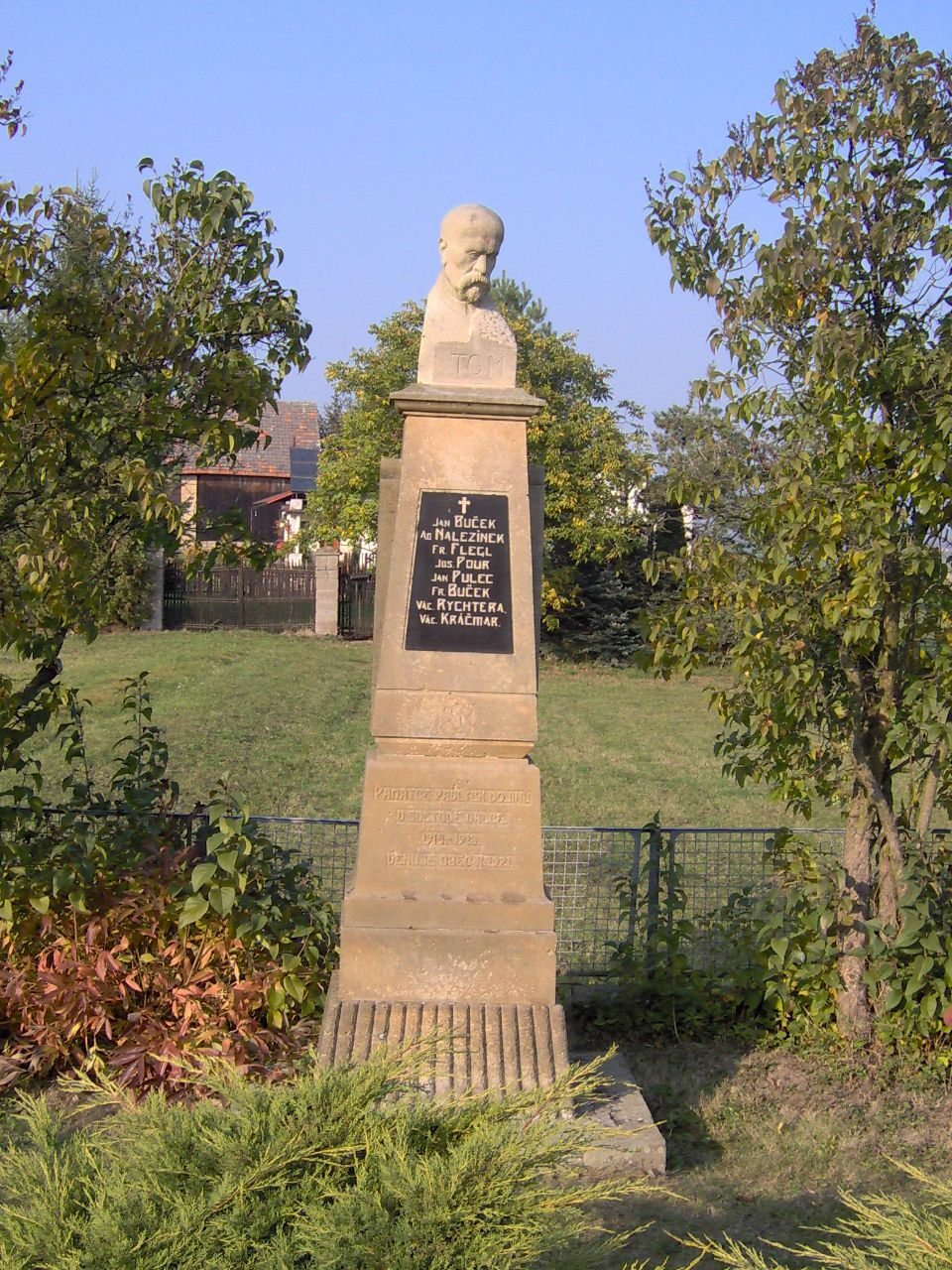
Památník obětem první světové války

První písemná zmínka o vesnici pochází z roku 1381 (in villa Sepelowie).

## Obyvatelstvo
| Rok            | 1869 | 1880 | 1890 | 1900 | 1910 | 1921 | 1930 | 1950 | 1961 | 1970 | 1980 | 1991 | 2001 | 2011 | 2021 |
| -------------- | ---- | ---- | ---- | ---- | ---- | ---- | ---- | ---- | ---- | ---- | ---- | ---- | ---- | ---- | ---- |
| Počet obyvatel | 248  | 271  | 300  | 286  | 277  | 281  | 286  | 236  | 211  | 172  | 162  | 126  | 113  | 122  | 112  |
| Počet domů     | 43   | 51   | 53   | 57   | 66   | 67   | 73   | 69   | 65   | 56   | 49   | 61   | 60   | 60   | 61   |

## Obecní správa

### Obecní symboly
Znak a vlajka byly obci uděleny rozhodnutím předsedy Poslanecké sněmovny Parlamentu České republiky dne 16. července 2014.

## Pamětihodnosti
- Socha svatého Jana Nepomuckého na podstavě